# Mamestra wlatinum
Mamestra wlatinum là một loài bướm đêm trong họ Noctuidae.